# Empty Trash
Empty Trash – rockowa grupa założona w listopadzie 2005 roku przez Maxa Buskohla oraz Pera Bluta.

## Historia zespołu
Kapela została założona w listopadzie 2005 roku przez Maxa Buskohla i Pera Bluta. Później do zespołu dołączyli Stefan Kull oraz Julius Murke. Latem 2006 zajęli pierwsze miejsce w lokalnym finale festiwalu muzycznego Emergenza w Berlinie.
Na początku 2007 wokalista Max Buskohl wziął udział w castingu do niemieckiego Idola (Deutschland sucht den Superstar).
Latem 2007 do zespołu dołączył wokalista Tim Schultheiss, a kapela podpisała kontrakt z wytwórnią płytową EMI. 9 listopada 2007 wydali swój pierwszy singel zatytułowany "Limited", a 23 listopada wydali debiutancki album Confession, wyprodukowany przez Patrika Bergera oraz Carla Carltona – ojca Maxa.
19 listopada 2007 Per Blut ogłosił odejście z zespołu. Nowym perkusistą został Jörn Schwarzburger.
W listopadzie oraz grudniu 2007 odbyła się trasa koncertowa promująca płytę Confessions.
W 2008 Stefan Kull postanowił odejść z zespołu. Zastąpił go Philipp Stüber.
14 marca 2008 wydali singel "Garden Of Growing Hearts", który był piosenką tytułową do niemieckiego filmu Fala.
21 kwietnia 2008 Tim Schultheiss odszedł z zespołu.
2 maja 2008 powstał serial animowany Team X-treame, gdzie Max Buskohl śpiewa piosenkę tytułową.

## Dyskografia
Single
- 2007: „Limited“
- 2008: „Garden of Growing Hearts“

Albumy
- 2007: Confession